# 呂邦·阿吉拉爾
呂邦·阿吉拉爾（法語：Ruben Aguilar；1993年4月26日—），法國足球運動員，現效力於法甲球會朗斯，法國國家足球隊成員，司職右後衛。

## 俱樂部生涯
阿吉拉爾出生於1993年4月26日，出道於聖埃蒂安的青訓營，在球隊效力期間，他主要擔任二隊的首發右後衛，2013年夏天阿吉拉爾自由轉會格勒諾布爾，一年之後來到了歐塞爾，在歐塞爾的三年時間里，阿吉拉爾一直是球隊的主力，他也能兼任右後衛和左後衛兩個位置。
2017年夏天，阿吉拉爾離開歐塞爾，加盟蒙彼利埃。在蒙彼利埃主帥米歇爾·德·扎卡里安的3-5-2體系里，阿吉拉爾成為了首發邊翼衛的主力，他在右路成為了球隊的一個重要的推進點和傳球點。他擁有出色的速度和靈活的身體，在場上的奔跑能力也相當出色，兩年時間里他在法甲聯賽出場60次，打進1球助攻7次，他出色的表現幫助蒙彼利埃連續兩年在聯賽排名前七位。
法甲球隊摩納哥官方宣佈，阿吉拉爾正式加盟球隊，合同為期五年，合同期至2024年6月。
摩納哥與里昂的法甲聯賽揭幕戰，阿吉拉爾上演了在球隊的首秀。

## 國家隊生涯
2020年11月，阿吉拉爾首次入選了法國國家足球隊。在法國0-2不敵芬蘭的國際友誼賽中，阿吉拉爾替補出場上演國家隊首秀。

## 外部連結
- 法国足球协会上的 Ruben Aguilar （法文） 存档于webarchive.org.